# Julia Fiedorczuk

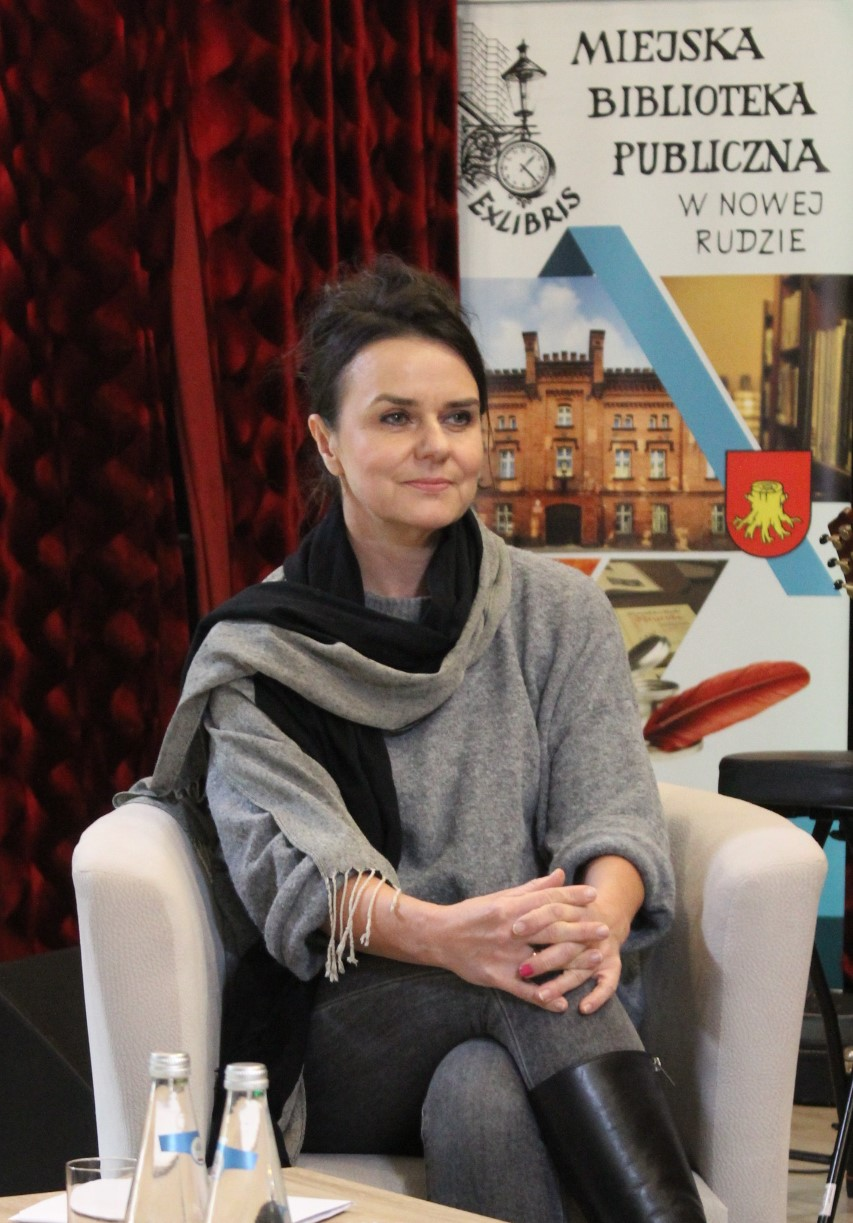
Julia Fiedorczuk

Julia Fiedorczuk (* 23. Februar 1975 in Warschau) ist eine polnische Schriftstellerin und Übersetzerin.

## Leben
Fiedorczuk studierte Literaturwissenschaft und arbeitet als Wissenschaftliche Mitarbeiterin für amerikanische Literatur und Literaturtheorie an der Universität Warschau. Sie hat über die US-amerikanische Poetin Laura Riding (1901–1991)  publiziert und auch über die Lyriker Wallace Stevens, John Ashbery und Yusef Komunyakaa gearbeitet.
Ihre Gedichte wurden ins Englische, Portugiesische und Slowenische übersetzt. Im Jahr 2002 wurde sie mit dem polnischen Verlegerpreis für das beste Debüt ausgezeichnet. In Deutschland erhielt sie 2005 den Hubert Burda Preis für junge osteuropäische Lyrik.

## Schriften
Bücher
- Biała Ofelia. Roman, Biuro Literackie, Wrocław 2011
- Poranek Marii i inne opowiadania. Kurzgeschichten, Biuro Literackie, Wrocław 2010
- Planeta rzeczy zagubionych, Biuro Literackie, Wrocław 2006
- Tlen. Lyrik, Biuro Literackie, Wrocław 2006
- Bio. Lyrik, Biuro Literackie, Wrocław 2004
- Listopad nad Narwią. Lyrik, Biuro Literackie, Legnica 2000
- Psalmy (2014–2017), Fundacja na rzecz Kultury i Edukacji im. Tymoteusza Karpowicza, Wrocław 2017

Aufsätze
- „Death as death“. Laura Riding and the limits of poetry, In: Polish journal for American studies, vol. 3, 2009.
- „Natural truth“. Laura Riding, L-A-N-G-U-A-G-E and the romantic connection, In: Poetics of America, 2004.

## Auszeichnungen (Auswahl)
- 2018: Wisława-Szymborska-Preis für Psalmy